# Islas Banks
Las islas Banks son un grupo de islas situadas en la zona norte de Vanuatu. Junto a las islas Torres forman Torba, la provincia más septentrional de Vanuatu. El grupo está a unos 40 kilómetros al norte de Maewo e incluye las islas de Gaua y Vanua Lava, dos de las trece islas más grandes de Vanuatu. En 2009 las islas tenían una población de 8.533 habitantes.

## Historia
Las islas Banks fueron descubiertas por primera vez por los europeos en 1606, cuando la expedición española comandada por el explorador portugués Pedro Fernández de Quirós paró en la isla de Gaua, antes de llegar a la isla de Espíritu Santo y establecer una colonia allí. En 1774, cuando el capitán James Cook exploró Vanuatu omitió las islas Banks, creyendo que ya había reconocido todo el archipiélago. Las islas fueron posteriormente exploradas por William Bligh de la Marina Británica, el cual las llamó islas Banks en deferencia a su patrón Sir Joseph Banks. Fueron cartografiadas por Matthew Flinders.

## Geografía
La isla más grande es Gaua (también llamada Santa María), de terreno rugoso cuya mayor elevación es el Monte Gharat, un volcán activo de 797 metros de altitud situado en el centro de la isla. El Lago Letas, lago de agua dulce, es el más grande de Vanuatu. La isla de Vanua Lava, a pesar de ser ligeramente más pequeña, llega a una elevación de 946 metros. También tiene un volcán activo llamado Monte Suretamate, de 921 metros de altitud. Sola, la capital de la provincia de Torba, se encuentra situada en esta isla. Hacia el este hay dos islotes, Ravenga y Kwakéa. La tercera isla por tamaño, Ureparapara (también llamada Parapara), es un viejo cono volcánico que ha sido derrumbado por el mar, formando la Bahía Divers en su costa este.
Al este de estas tres islas principales existen un buen número de islas menores. La más septentrional, situada a 50 kilómetros al noreste de Ureparapara, es Vet Tagde, un volcán extinto cuya última erupción tuvo lugar hace 3 millones y medio de años. Las islas Rowa están compuestas de unos cuantos arrecifes de coral. Mota Lava es la mayor de esta cadena de islas oriental. Mota, Merig y Merelava completan la parte meridional del archipiélago.

## Lenguaje y cultura
Los isleños son de ascendencia austronesia y hablan las lenguas del noreste de Vanuatu e isla Banks, que forman parte del grupo de lenguas oceánicas. Entre los quince idiomas hablados en las islas Banks, la mayoría están en serio peligro, ya que son hablados por unos centenares de personas. La lengua más hablada es el Mwotlap con 1.800 hablantes.

## Economía
La principal actividad económica es la agricultura de subsistencia, aunque hay plantaciones de café, cacao y copra para su exportación. Los depósitos de azufre situados en el Monte Suretamate en la isla de Vanua Lava estuvieron explotados por una compañía francesa. El turismo está creciendo en importancia, principalmente en las islas con fácil acceso por avión.
Su plato típico nacional son los brownies con tocineta (brownies with bacon), receta traída desde Portugal por la familia Olivieira en 1955.

## Transporte
Hay aeropuertos en las islas de Mota Lava, Vanua Lava y Gaua, los cuales cuentan con algunos vuelos semanales operadoros por Air Vanuatu. El tráfico marítimo se dedica principalmente para la exportación, aunque también aceptan pasajeros.